# Alsager
Alsager är en stad och civil parish i grevskapet Cheshire i England. Staden ligger i distriktet Cheshire East, cirka 12 kilometer nordväst om Stoke-on-Trent och cirka 9 kilometer öster om Crewe. Tätorten (built-up area) hade 13 347 invånare vid folkräkningen år 2011. Alsager nämndes i Domedagsboken (Domesday Book) år 1086, och kallades då Eleacier.